# Klášter kapucínů v Zákupech
Klášter kapucínů v Zákupech byl první církevní areál existující v městečku Zákupy. Existoval zde od roku 1681. V roce 1950 byl klášter zrušen a řeholníci vyhnáni. Klášterní kostel sv. Františka z Assisi (též svatého Františka Serafínského) je nyní v havarijním stavu. Vlastní kapucínský klášter byl v roce 2019 v soukromých rukou a zbývaly z něj již jen obvodové zdi, ačkoli je areál chráněn jako kulturní památka pod č. 14769/5-3440.
Kromě kapucínů byl v Zákupech od roku 1865 Dům řeholních sester s církevní školou a kostelem kongregace sester Boromejek, který bývá také nazýván klášterem. Dnes je v něm pošta.

## Historie
V roce 1665 získal městečko i zámek Zákupy vévoda Julius František Sasko-Lauenburský a na panství zůstal až do roku 1689. Po jeho smrti zde vládla jeho dcera, toskánská velkovévodkyně, Anna Marie Františka.

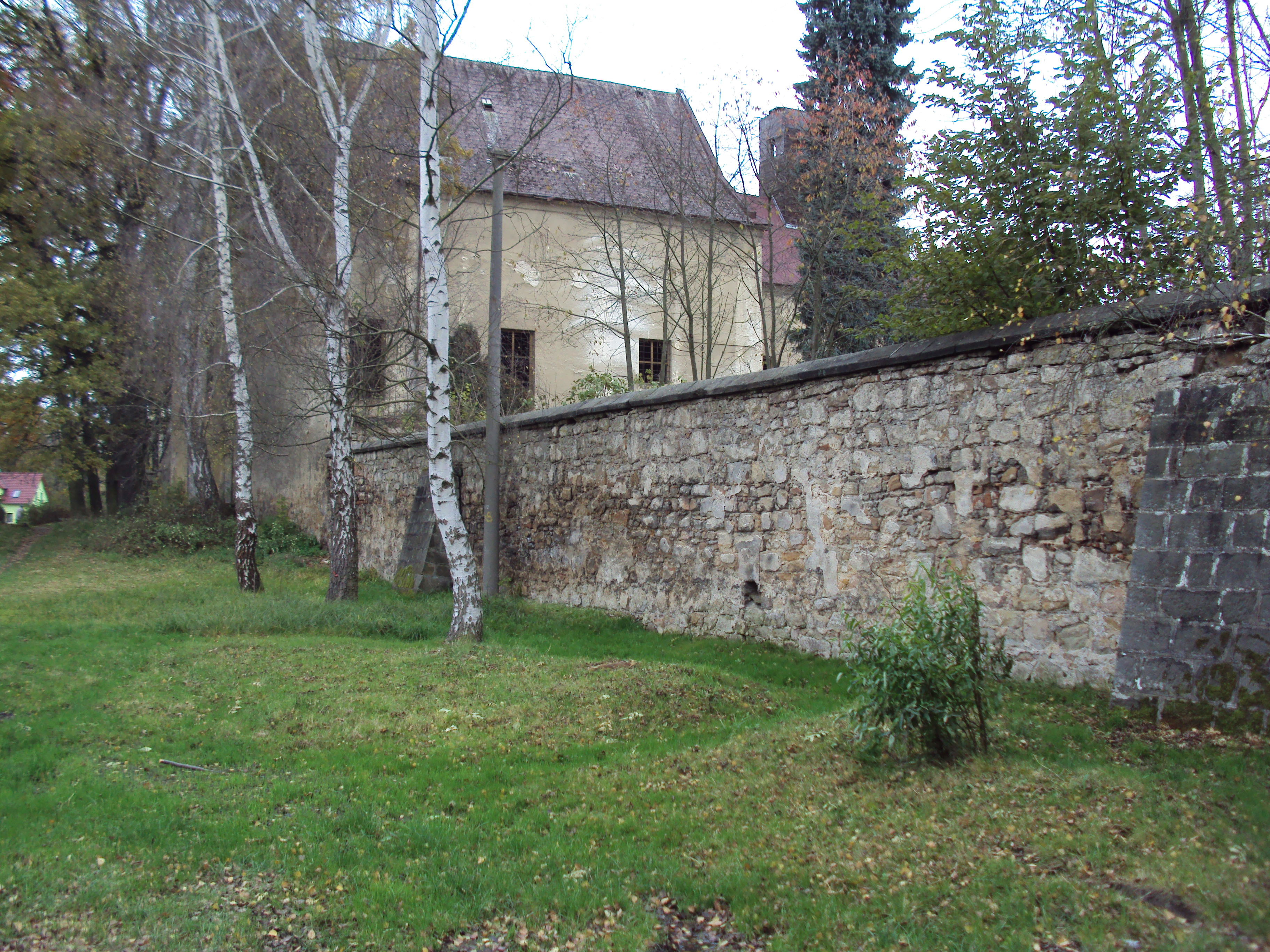
Boční pohled u kostela

Julius František se zúčastnil jedné z bitev u Vídně proti Turkům a po téměř zázračné záchraně se rozhodl odvděčit se Bohu postavením církevní stavby na svém panství. Proto roku 1678 požádal svým dopisem kapitulu provincie o povolení v Zákupech zřídit klášter. Svolení získal příští rok a v dubnu 1681 byl položen základní kámen. Stavělo se přes 2 roky podle projektu vypracovaném P. Brunou z Českých Budějovic, který zemřel ještě před dostavěním. K benedikci kostela, nazývaného později (a dodnes) kostelem sv. Františka Serafínského, došlo v červenci 1683 a slavnostní vysvěcení za účasti pražského arcibiskupa Jana Bedřicha z Valdštejna se konalo 17. září 1684. Náklady na stavbu ve výši 18 815 zlatých uhradil vévoda Julius František.

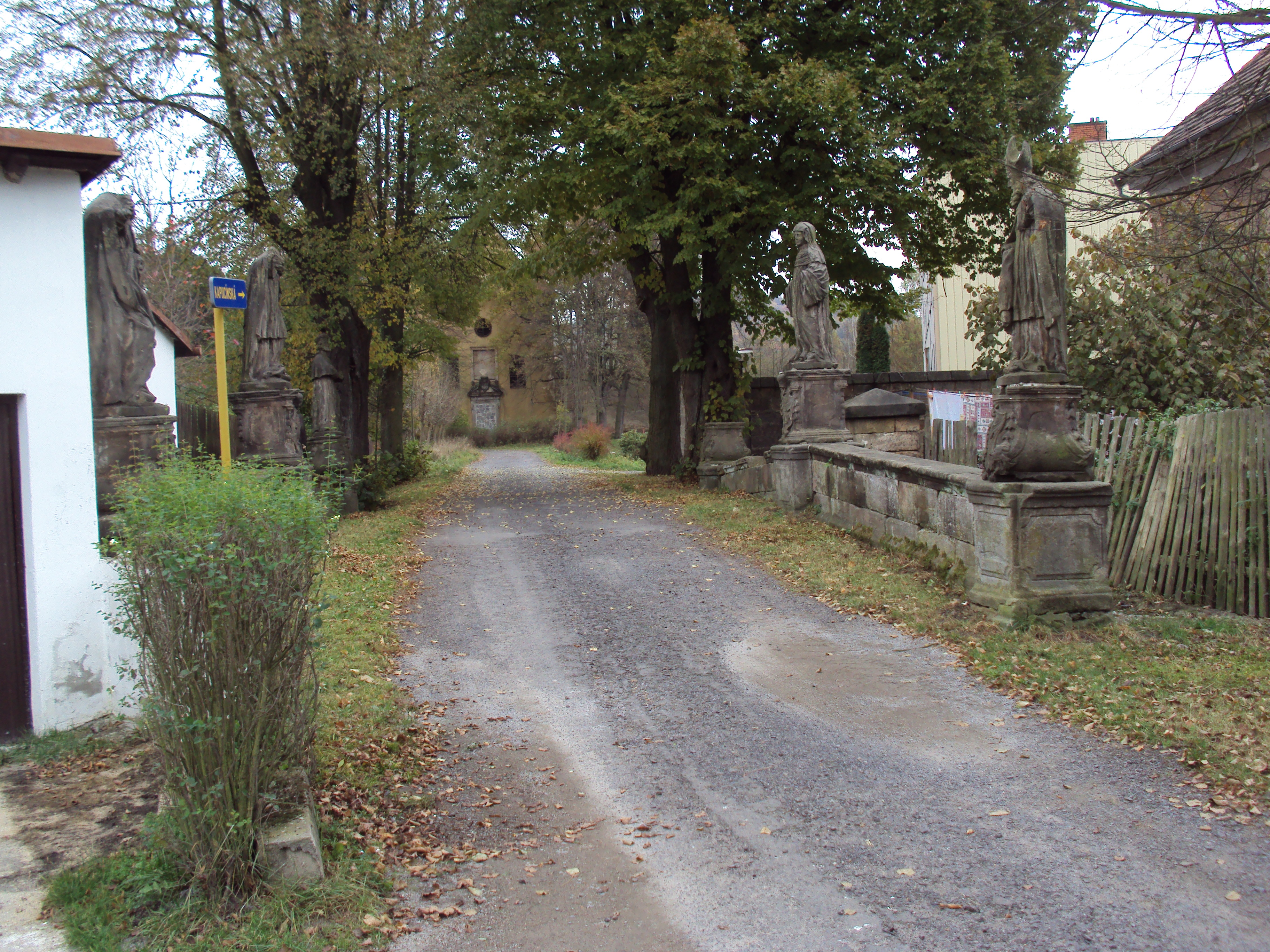
Sochy na bývalém mostě ke klášteru.

Posledním německým gvardiánem kláštera byl pater Eusebius Rösler, který v květnu 1945 uprchl do Německa, kde žil až do své smrti 29. října 2002. Prvním českým gvardiánem se po II. světové válce stal pater Bernardin Alois Sovadina, který zažádal o uvolnění z kapucínského řádu a zemřel v Krnově 2. září 1998. Po něm nastoupil pater Anicetus Franciskus Petružela.
V roce 1950 se zdůvodněním ...pro nepřátelské postoje jeho příslušníků proti novému řádu... byl klášter uzavřen. Katalog klášterní knihovny z roku 1734 je dochován ve fondu Moravské zemské knihovny v Brně pod signaturou RKP2-0715.844. Část fondu někdejší knihovny zákupského konventu je v provinční knihovně kapucínů v klášteře v Praze na Hradčanech.
Tři roky poté se poblíž kostela v západní části bývalé kapucínské zahrady začaly stavět první vojenské domy pro příslušníky Československé armády. Po roce 1968 byl areál v péči sovětských vojáků, roce 1990 jej koupilo hradecké družstvo Redos, pak družstvo Dvůr Zákupy a v roce 2004 jej získala Eva Havelková. Pozemky v té době byly nadále vlastnictvím státu.

## Popis kláštera
Klášterní areál přibližně obdélníkového půdorysu leží poblíž říčky Svitavky, dříve byl celý obklopen zdí. Tvořil jej kostel a užitková zahrada. K zadní straně kostela přiléhal vlastní konvent, část spojovací chodby tvořila ambit. Boční kaple byla orientována k severu, na východní straně objektu byla kuchyně. V patře byly cely mnichů. V kryptě architektonicky nezajímavého kostela byli pohřbíváni řeholníci. U přístupové cesty vedoucí z Mírového náměstí do Kapucínské ulice je Klášterní most (též evidován jako kulturní památka) s řadou soch svatých, který vedl asi do roku 1915 přes tok řeky Svitavky, jejíž původní tok byl tehdy zasypán.

## Dnešní stav
Na části někdejší klášterní zahrady je zahrádkářská kolonie a dvojdomky, ke kterým byla proražena do stále existující klášterní zdi přístupová cesta z jihu (tj. dovnitř bývalé klášterní zahrady). Tato část se nachází ve východní části bývalé klášterní zahrady a je od zbývající části zahrady oddělena ploty. Domky byly vybudovány původně pro vojáky, dnes jsou v soukromém vlastnictví. Kostel je uzavřen, je v havarijním stavu, střecha je v roce 2019 z větší části funkční, jsou patrné dílčí záchranné práce, avšak celkový stav střechy je špatný. Chybí střecha dřevěné věžičky, takže do zadní části kostela zatéká. Okna kostela jsou vytlučená, vnitřní vybavení je zdemolováno nebo chybí. Sochy i svrchní těleso bývalého mostku na před kostelem na příjezdu ke klášteru, který vedl přes bývalé koryto řeky Svitavky, byly opraveny v roce 2016 díky dotaci z Ministerstva kultury.
V roce 2012 svolalo vedení města schůzku s příslušnými památkovými úřady kvůli možnému řešení opravy památkově chráněného areálu. Dle záznamu v katastru nemovitostí k 31. červenci 2019 byly pozemky, na nichž klášter stojí, v majetku českého státu, spravovaným Úřadem pro zastupování státu ve věcech majetkových, zatímco budovy měly soukromého vlastníka, který na jejich opravu údajně nemá peníze. V roce 2019 byl krov kláštera zřícený a nefunkční, uvnitř nádvoří i budov rostly stromy, obvodové zdi se rozpadaly. 

## Kulturní památky
Budova někdejšího kláštera byla zapsána do celostátního seznamu kulturních památek pod číslem 14769/5-3440 a stejné ochraně se těší i sochy se starým mostem, registrované pod číslem 17766/5-3441.

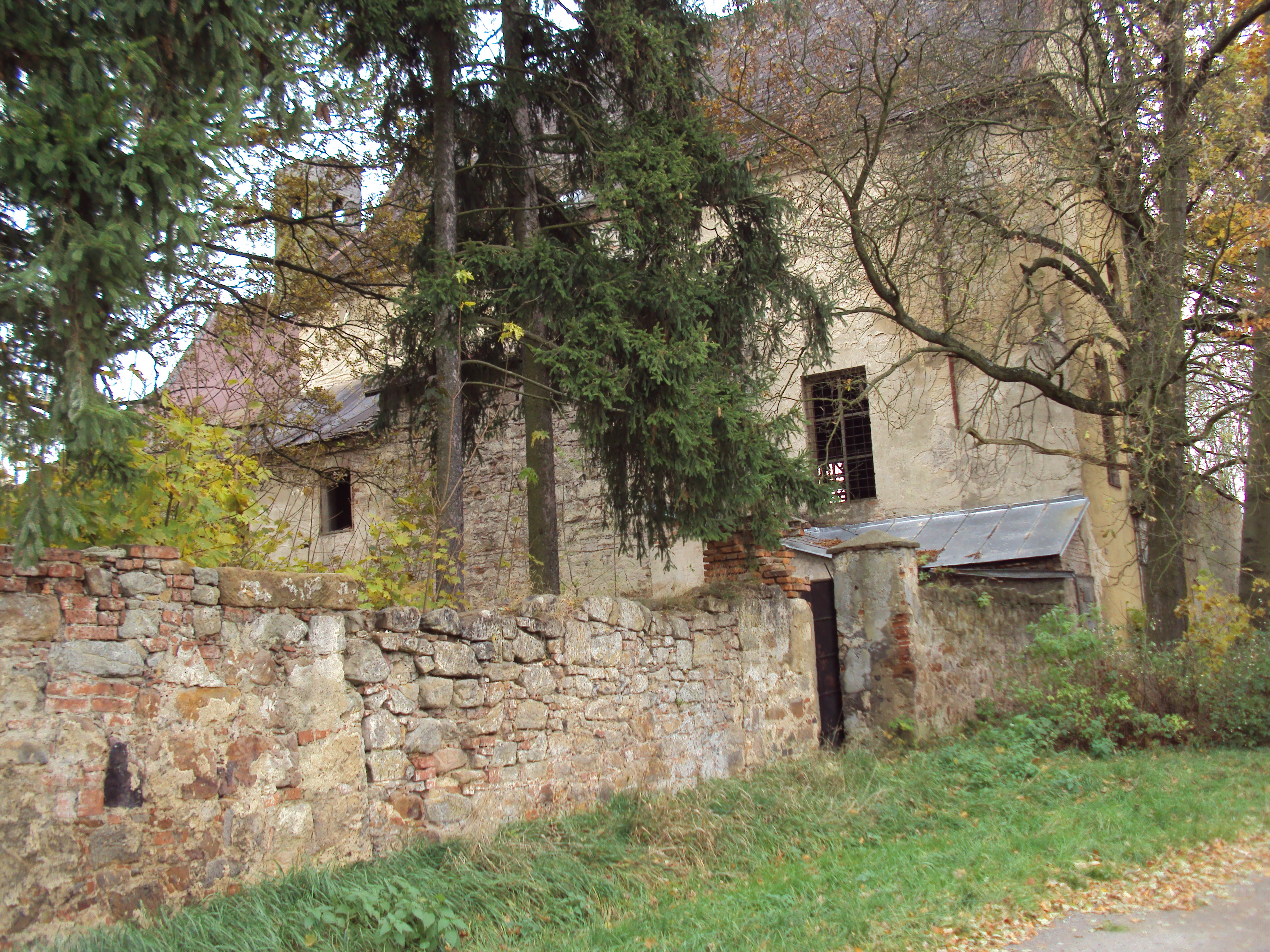
Pohled na kostel zleva